# River Lethe
Der River Lethe ist ein etwa 25 Kilometer langer rechter Nebenfluss des Ukak River auf der Alaska-Halbinsel im Südwesten des US-Bundesstaats Alaska. 

## Verlauf
Der River Lethe hat seinen Ursprung in einem etwa 600 m hoch gelegenen Gletscherrandsee unterhalb der Nordwestflanke des Mount Mageik. Der River Lethe durchfließt das Valley of Ten Thousand Smokes, ein Areal das beim Ausbruch des Vulkans Novarupta im Jahr 1912 mit Asche bedeckt wurde, in einem weiten Linksbogen, anfangs nach Norden, später nach Nordwesten. Der River Lethe schneidet sich in einer schmalen Schlucht durch das Aschefeld. Bei Three Forks nimmt der River Lethe den  Knife Creek von rechts sowie 200 m flussabwärts den Windy Creek von links auf. Nach weiteren 3,7 km trifft der River Lethe auf den Ukak River. Der Flusslauf des River Lethe und sein etwa 310 km² großes Einzugsgebiet liegen vollständig innerhalb des Katmai-Nationalparks.

## Namensgebung
Der Flussname wurde 1917 von R. F. Griggs von der National Geographic Society vergeben. Der Name leitet sich von der Lethe ab, ein Fluss in der Unterwelt der griechischen Mythologie mit der Bedeutung „Fluss des Vergessens“. Der River Lethe ist selbst Namensgeber eines Trockentals auf dem Mars, Lethe Vallis, durch welches in der Vergangenheit möglicherweise Wasser oder Lava floss.

## Katmai-Nationalpark
Vom Robert F. Griggs Visitor Center (Nationalpark-Besucherzentrum) führt ein Fußweg entlang dem linken Flussufer des Unterlaufs des River Lethe zum Wasserfall Ukak Falls (⊙), etwa 1,5 km oberhalb der Mündung.